# مدرسة جمعية التربية الإسلامية المسلمة الهندية
مدرسة جمعية التربية الإسلامية المسلمة الهندية هي مدرسة خاصة للبنين والبنات في قطر. تنتمي المدرسة إلى المجلس المركزي للتعليم الثانوي ويتبع أحدث المناهج الدراسية من المجلس.
تأسست في عام 1974 من خلال الأموال التي تم جمعها من التبرعات على 15 فدان (6.1 هكتار) من الأراضي التي منحتها الحكومة القطرية. اعتبارا من عام 2008 كان تضم أكثر من 8000 طالب مما يجعلها واحدة من أكبر المدارس في المنطقة. في مارس 2008 علقت عضوية 30 من أعضاء مجلس إدارتها بسبب «التصرف ضد المصالح التنظيمية» وبعض الأعضاء الذين أوقفوا بينهم رؤساء سابقون وحاليون.
تقع على مشارف مدينة الدوحة في أبو هامور.